# 1er Match des étoiles de la Ligue nationale de hockey
Match suivant
Le premier Match des étoiles de la Ligue nationale de hockey a lieu le 13 octobre 1947. Le match oppose les vainqueurs de la Coupe Stanley 1947, les Maple Leafs de Toronto, à une sélection des meilleurs joueurs des cinq autres franchises de la LNH. Le match se déroule dans la patinoire des Maple Leafs, le Maple Leaf Gardens devant 14 169 spectateurs ; l'arbitre est King Clancy assisté des juges de lignes Jim Primeau et Ed Mepham.

## Compositions

### Maple Leafs de Toronto
L'équipe des Maple Leafs est entraîné par Hap Day et Syl Apps en est le capitaine.
| No | Joueur               | Position      |
| -- | -------------------- | ------------- |
| 1  | Turk Broda           | Gardien       |
| 2  | Bob Goldham          | Défenseur     |
| 3  | Wally Stanowski      | Défenseur     |
| 14 | Vic Lynn             | Défenseur     |
| 19 | Gus Mortson          | Défenseur     |
| 20 | Jimmy Thomson (en)   | Défenseur     |
| 21 | Bill Barilko         | Défenseur     |
| 4  | Harry Watson         | Ailier Gauche |
| 5  | Don Metz             | Ailier droit  |
| 7  | Bud Poile            | Centre        |
| 9  | Ted Kennedy          | Centre        |
| 10 | Syl Apps             | Centre        |
| 12 | Bill Enzinicki (en)  | Ailier droit  |
| 15 | Howie Meeker         | Ailier droit  |
| 16 | Gaye Stewart         | Ailier gauche |
| 17 | Joe Klukay (en)      | Ailier gauche |
| 22 | Fleming MacKell (en) | Centre        |

### Sélection des autres franchises
Les joueurs sélectionnés font partie de la première et de la deuxième équipe type de la LNH. Trois joueurs des Rangers de New York sont sélectionnés ainsi qu'un joueur des Red Wings de Détroit et un dernier des Black Hawks de Chicago. L'entraîneur est Dick Irvin, entraîneur des Canadiens de Montréal.
| No | Joueur           | Position      | Équipe                 |
| -- | ---------------- | ------------- | ---------------------- |
| 0  | Frank Brimsek    | Gardien       | Bruins de Boston       |
| 1  | Bill Durnan      | Gardien       | Canadiens de Montréal  |
| 2  | Jack Stewart     | Défenseur     | Red Wings de Détroit   |
| 3  | Émile Bouchard   | Défenseur     | Canadiens de Montréal  |
| 4  | Bill Quackenbush | Défenseur     | Red Wings de Détroit   |
| 17 | Kenny Reardon    | Défenseur     | Canadiens de Montréal  |
| 5  | Max Bentley      | Centre        | Black Hawks de Chicago |
| 6  | Bill Mosienko    | Ailier droit  | Black Hawks de Chicago |
| 7  | Doug Bentley     | Ailier gauche | Black Hawks de Chicago |
| 8  | Grant Warwick    | Ailier droit  | Rangers de New York    |
| 9  | Maurice Richard  | Ailier droit  | Canadiens de Montréal  |
| 10 | Edgar Laprade    | Centre        | Rangers de New York    |
| 11 | Ted Lindsay      | Ailier gauche | Red Wings de Détroit   |
| 14 | Woody Dumart     | Ailier gauche | Bruins de Boston       |
| 15 | Milt Schmidt     | Centre        | Bruins de Boston       |
| 17 | Bobby Bauer      | Ailier droit  | Bruins de Boston       |
| 18 | Tony Leswick     | Ailier gauche | Rangers de New York    |

## Résumé du match
La sélection gagne 4 buts à 3 contre les Maple Leafs.
| 13 octobre 1947 | Toronto | 3-4 (1-0, 2-2, 0-2) | Étoiles de la LNH | Maple Leaf Gardens 14 169 spectateurs |

| Feuille de match | Feuille de match                                                                                | Feuille de match            | Feuille de match | Feuille de match |
| ---------------- | ----------------------------------------------------------------------------------------------- | --------------------------- | --- | ---------------- |
|                  | Watson (Ezinicki) — 12 min 39 s Ezinicki (Apps, Watson) — 21 min 3 s Apps (Watson) — 25 min 1 s | 1-0 2-0 2-1 3-1 3-2 3-3 3-4 | M. Bentley (Reardon) — 24 min 33 s Warwick (Laprade) — 37 min 35 s Richard — 40 min 28 s D. Bentley (Schmidt, Richard) — 41 min 27 s |                  |
| Broda            | Gardiens                                                                                        | Durnan Brimsek              | |                  |
|                  |                                                                                                 |                             | |                  |
|                  |                                                                                                 |                             | |                  |